# Gherăești
of
Gherăești è un comune della Romania di 6 576 abitanti, ubicato nel distretto di Neamț, nella regione storica della Moldavia. 
Il comune è formato dall'unione di 3 villaggi: Gherăești, Gherăeștii Noi, Tețcani.